# Nanocladius rectinervis
Nanocladius rectinervis är en tvåvingeart som först beskrevs av Jean-Jacques Kieffer 1911.  Nanocladius rectinervis ingår i släktet Nanocladius och familjen fjädermyggor. Arten är reproducerande i Sverige. Inga underarter finns listade i Catalogue of Life.